# Koguryo

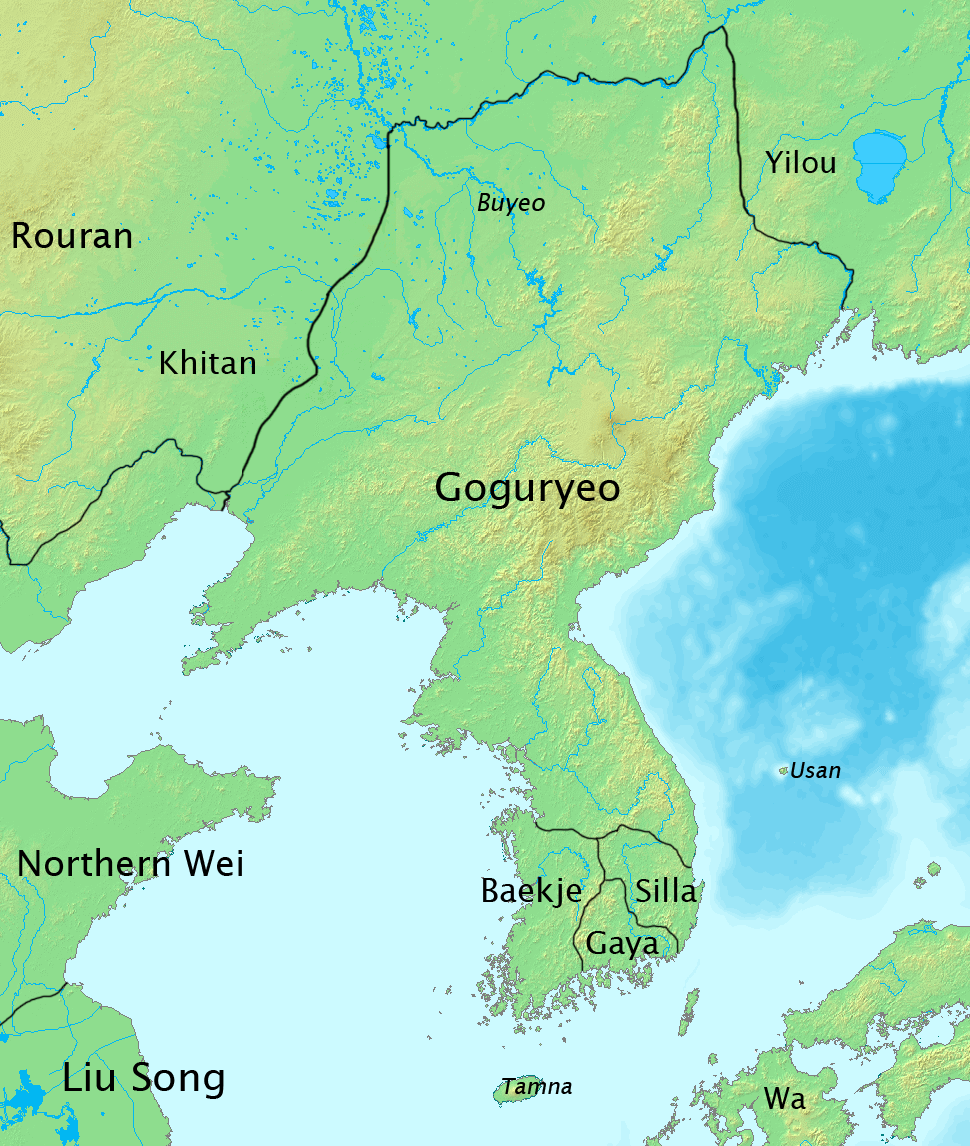
Koguryo

Koguryo, ook wel Goguryeo, was lange tijd samen met Baekje en Silla een van de drie rijken die samen het Koreaanse schiereiland beheersten. Het is vandaag (2024) nog steeds een bron van conflict tussen China en Korea, die beide aanspraak maken op de verdwenen staat.
In de Samguk Sagi, een 12de-eeuwse tekst uit Goryeo, staat geschreven dat Goguryeo in 37 vChr. gesticht werd door Jumong, een prins uit Buyeo. Uit archeologische en geschreven bronnen kan echter opgemaakt worden dat Goguryeo al in de 2de eeuw vChr. bestond, rond de tijd van de val van Gojoseon. Totdat het, in 668, verslagen werd door een alliantie van de Silla en Tang-dynastie was Goguryeo een van de belangrijke regionale machten. Na de val van Goguryeo werd het territorium verdeeld over de Tang Dynastie, Verenigd Silla en Balhae. Het is waarschijnlijk dat een deel van het gebied ook in beslag werd genomen door de Khitan, toen nog slechts bestaand uit een aantal stammen.

## Geschiedenis van Goguryeo
Ook Goguryeo, ooit een van de geosuguk binnen Gojoseon, breidde zich uit door het annexeren van omringende staten. Zo versloeg Goguryeo’s stichter, Jumong, de rivaliserende staten Biryu (36 v. Chr.), Haeng-in (33 v. Chr.) en Okjeo (28 v. Chr.). Onder koning Taejo (53 – 146) breidde Goguryeo zich uit in Westelijke richting. Het was tevens koning Taejo die Goguryeo in vijf separate districten opdeelde. Het leger en buitenlandse aangelegenheden werden gecontroleerd door de koning. Goguryeo had zelf een tekort aan natuurlijke bronnen, wat leidde tot een agressieve buitenlandse politieke waarbij omringde staten werden aangevallen om het gebrek aan eigen natuurlijke bronnen te compenseren.
In de eerste eeuwen was Goguryeo in een haast constant conflict met de Chinese dynastieën. Zo werden onder koning Taejo de vier Han vestigingen verslagen, maar na de dood van Taejo verzwakte het land en sloeg Han weer terug.
Na de val van de Handynastie sloot Goguryeo in 238 een verbond met de nieuwe Wei dynastie om samen de overgebleven resten van de Handynastie te verslaan. Nadat dit gebeurt was, vielen beide landen weer uit elkaar en begon Goguryeo met aanvallen op de oostelijke grenzen van Wei. In 244 viel Wei Goguryeo aan en vernietigde de hoofdstad Wandu. Wei liet Goguryeo achter, in de veronderstelling dat Goguryeo compleet verslagen was. 70 jaar later was Goguryeo echter weer op volle sterkte en viel Wei binnen. In de tijd van de drie koninkrijken bleef het noordelijke deel van Goguryeo, met hier en daar kleine intervallen, in handen van Goguryeo’s heersers.
Het was Sosurim van Goguryeo die in 372 het Boeddhisme tot staatsreligie verhief en een Confucianistisch instituut in het leven riep, Taehak genaamd. Hij voerde ook tal van militaire veranderingen door. Sosurims vader was tijdens een aanval van Baekje om het leven gekomen. In 374, 375 en 376 viel Sosurim Baekje binnen.
Goguryeo’s bekendste monarch is Gwangetto de Grote (391 – 412). Het was onder het bewind van deze koning dat Goguryeo zich snel uitbreidde. Gwangetto kwam dicht bij een vereniging van de drie koninkrijken, door Gaya te ontbinden, Baekje te onderwerpen en een verbond met Silla. Zijn zoon, koning Jangsu, verplaatste Goguryeo’s hoofdstad naar Pyongyang in 427. Een zet waardoor de rivaliteit tussen de drie koninkrijken werd opgevoerd. Het hoogtepunt van Goguryeo’s bloei ligt in de 5de eeuw. Aan het eind van de 5de eeuw absorbeerde Goguryeo Buyeo. Het breidde zich zo uit in noordelijke richting en bereikte daarmee haar grootste omvang ooit.
In de 6de en 7de eeuw was Goguryeo voortdurend in conflict met de omliggende staten Baekje en Silla en ook met de in het noorden steeds op de loer liggende Chinese dynastieën van Sui en Tang. In 553 veroverde een alliantie van Baekje en Silla de vallei rondom de Han rivier op Goguryeo. Het waren de troepen van Silla die zich de gehele Han vallei toe-eigenden. Baekje voelde zich verraden en viel Silla aan 554. Baekje verloor echter en Silla werd hierdoor een grotere macht van betekenis op het schiereiland. Doordat het nu bezit had genomen van de Han vallei had het ook directe toegang tot de Gele Zee. Hierdoor werd contact met China eenvoudiger wat de afhankelijkheid van Goguryeo voor het verkrijgen van Chinese technologie en cultuur. Goguryeo verloor met de Han vallei een belangrijk vruchtbaar agrarisch gebied.
In het noorden voerde Goguryeo strijd met de Suidynastie. Die leidde uiteindelijk tot de val van de Suidynastie in 618, maar liet ook Goguryeo machteloos achter met veel verlies van macht. Sui bracht zichzelf de grootste klap toe door in 612 met ruim 300 000 soldaten op te trekken naar Goguryeo’s hoofdstad Pyongyang. Het Sui leger zou bevoorraad moeten worden door de marine. Goguryeo versloeg echter de Sui vloot en bracht zo de logistiek van Sui ernstige schade toe. Toen het leger van Sui zich terug trok, werden ze door Goguryeo’s troepen opgewacht. Van de 300.000 Sui manschappen keerden slechts 2700 terug naar huis.

## Val van Goguryeo
Het was uiteindelijke de Tangdynastie die, samen met Silla Goguryeo deed vallen. Tang, gevoed door aanhoudende agressie van Goguryeo, probeerde een aantal malen om Goguryeo te verslaan. Het lukte de Tang om de Goguryeo troepen op het slagveld te verslaan, maar het lukte hen niet om de forten van Gogoryeo in te nemen. Beroemd is het verhaal van generaal Yang Man-chun die de keizer van Tang tussen de ogen schoot toen deze het Ansi fort aanviel.
Het lukte Tang pas om Goguryeo definitief te verslaan met nadat het een verbond sloot met Silla. Nadat de bondgenoten Tang en Silla in 660 Baekje verslagen hadden, in die tijd een bondgenoot van Goguryeo, bleef het in de daarop volgende acht jaar voortdurend Goguryeo belagen. In die tijd overleed ook Goguryeo’s laatste monarch, koning Yeon Gaesomun, en er brak een oorlog uit tussen zijn drie zonen. De drie fracties werden verslagen door de troepen van Silla in het zuiden en Tang in het noorden. Later werden de legers van Tang door Silla verdreven uit het zuiden van Goguryeo.
Ook na de val van Goguryeo bleven inwoners van noordelijk Goguryeo rebelleren tegen de Tang heersers. Hier ontstond uiteindelijk de staat Balhae als opvolger van het oude Goguryeo. Het zuidelijke deel van Goguryeo kwam in handen van Silla.

## Goguryeocultuur
In 372 introduceerde een Chinese monnik, Sundo genaamd, het boeddhisme aan het hof van Goguryeo. Het ging hier om een rudimentaire vorm van boeddhisme die stoelde op de wetten van oorzaak en gevolg en het zoeken naar geluk. Deze vorm van boeddhisme had veel gemeen met het Sjamanisme van die tijd wat waarschijnlijk leidde tot de snelle aanname van het Boeddhisme in Goguryeo.
Het is ook de Goguryeocultuur geweest waarin de beroemde muurschilderingen gemaakt zijn waarop mannen staan afgebeeld met pijl-en-boog en mannen die, naar het zich doet aan zien, verwikkeld zijn in een gevecht. De muurschilderingen zijn te vinden in grafkelders in de buurt van de Yalu en Daedong rivier.